# Підводні човни типу «T»
Підводні човни типу «T» (англ. British T class submarine) — клас військових кораблів з 53 підводних човнів, що випускалися британськими суднобудівельними компаніями з 1936 по 1945 роки. Субмарини цього типу входили до складу Королівських військово-морських флотів Великої Британії та Нідерландів і брали активну участь у боях Другої світової війни.

## Проєкт

### Проєктування

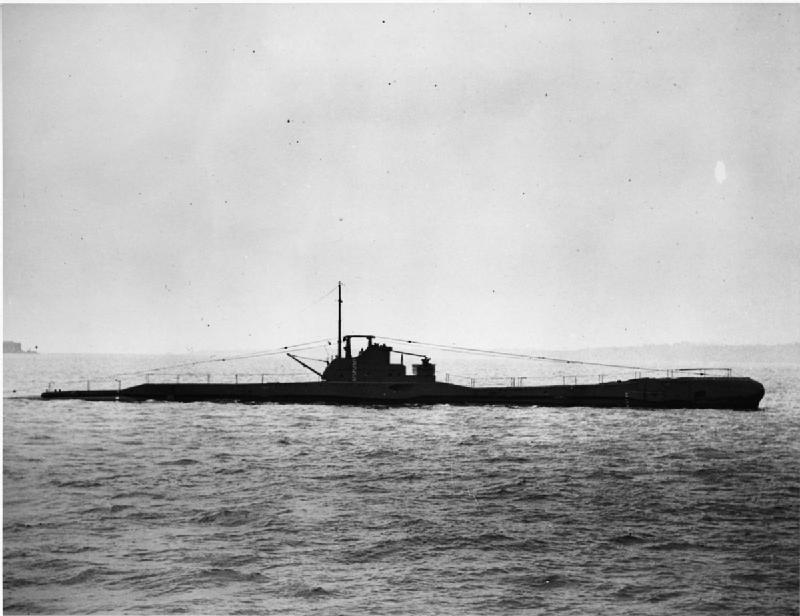
Перший корабель проєкту «Тритон»

Загострення політичної обстановки на Тихому океані змусило Британське адміралтейство розпочати підготовку до ймовірного воєнного протистояння з Японською імперією на Тихоокеанському театрі воєнних дій. У 1934 році британські суднобудівники-інженери почали проєктування найновіших підводних човнів типу «Тритон» або «Т», котрі призначались на заміну підводних човнів типів «O», «P» і «R». Роботи зі створення нового проєкту велись в умовах обмежень, що накладались вимогами чинної Лондонської морської угоди 1930 року: водотоннажність британського підводного флоту обмежувалося значенням в 52 700 тонн, водотоннажність одного човна — не більше 2 000 тонн, артилерійське озброєння калібру не більше 130 мм.
За тактико-технічними вимогами Адміралтейства ці човни проєкту «Repeat P» повинні були мати властивості вести бойові дії проти потужних капітальних кораблів японського флоту за умови відсутності підтримки надводних кораблів Королівського флоту. Основним призначенням для цих субмарин визначалось — знищення бойових кораблів. Для цього був потрібний проєкт великого підводного човна з максимальним числом торпед в одному залпі, тому остаточний проєкт підводного човна нового покоління мав повну водотоннажність понад 1 500 тонн, 10 торпедних апаратів (6 носових вбудованих і 4 зовнішніх, спрямованих у ніс) і з робочою глибиною занурення в 300 футів (близько 90 метрів). Проєкт був завершений в 1935 році, а 24 червня було прийнято рішення про остаточне іменуванні типу — «Т», у відповідності до британських традицій, тому всі підводні човни цього типу одержували імена, що починаються з літери «Т».

### Будівництво
5 березня 1936 року сталось замовлення першого дослідного зразка підводного човна, який став головним у проєкті та отримав назву «Тритон». 28 серпня того ж року корабель був закладений на верфях Vickers-Armstrongs у Барроу-ін-Фернесс, а ходові випробування пройшли у 1938 році, після яких 9 листопада 1938 року «Тритон» увійшов до лав Королівського флоту.
Загалом британські корабельні побудували 53 субмарини трьома серіями, які розрізнялись за особливостями конструкції. У той же час, незначні зміни вносилися і в межах окремих серій, удосконалюючи конструкцію від човна до човна. 15 човнів першої серії були побудовані в 1936—1938 роках; сім човнів другої серії — відповідно до екстреної програмою будівництва 1939 роки; вдосконалена третя серія була замовлена в 1940—1942 роках. Після закінчення війни будівництво було припинено, тому з 25 останніх замовлених човнів до лав флоту вступили тільки п'ять, ще дві були спущені на воду але не добудовувалися («Тор» і «Тіара»); останні сім замовлені, але згодом будівництво скасовано (Theban (P341), Talent (P343), Threat (P344), P345, P346, P347 і P348).

### Конструкція
Вимога забезпечити якомога більш потужний носовий залп додало конструкції підводних човнів типу «Т» певну особливість: крім 6 торпедних апаратів, які вдалося розмістити в міцному корпусі, 2 встановили в легкому корпусі над ними і ще 2 — в середній частині човна (на більш пізніх модифікаціях вони були спрямовані в корму). Носова частина субмарини через ці особливості вийшла занадто високою. Лондонські морські угоди 1930 року обмежували її водотоннажність 2000 тоннами, а калібр артилерії — 130 мм. У конструкції човна був застосований ряд застарілих рішень (акумуляторні батареї в різних відсіках, клепаний корпус тощо).
Проте вона мала ASDIC, прилад торпедної стрільби «Торпедодіректор», а ближче до кінця війни — радар. Великі розміри утруднювали використання цих підводних човнів на закритих мілководних театрах, через що вони зазнавали серйозних втрат на Середземному морі, куди їх було змушене відправляти командування. Однак і чисто океанськими підводні човни цього типу назвати важко — найбільш вдалі крейсерські човна Другої світової, американські «Гато» і «Балао», були в півтора рази більше і мали кращі умови проживання при не менш потужному озброєнні.

## Служба
Підводні човни типу «T» служили у лавах Королівського флоту Великої Британії протягом багатьох років та брали активну участь у морських боях на всіх театрах воєнних дій Другої світової війни. Приблизно чверть човнів цього типу була втрачена.

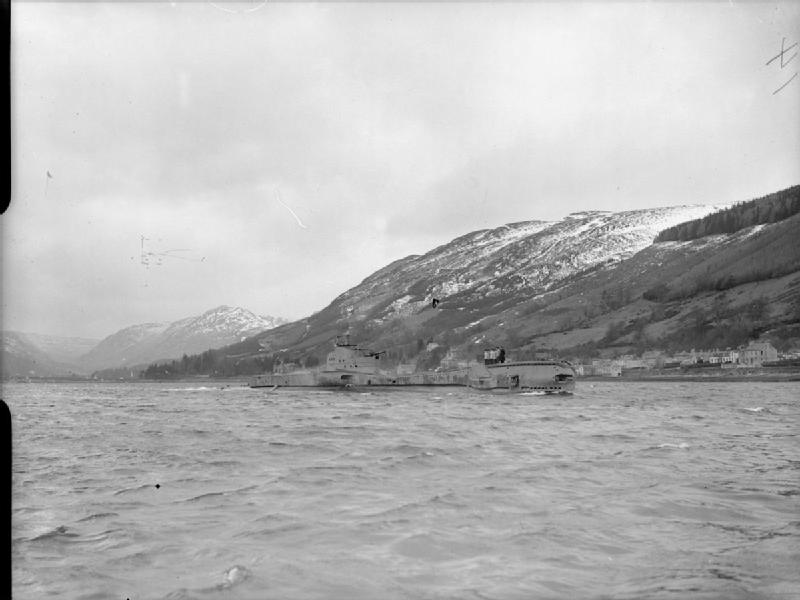
Підводний човен «Талісман» повертається з бойового завдання

### 1939— початок 1940
На 1 вересня 1939 року переважна більшість човнів цього типу була зосереджена в європейських водах, і з самого початку світового конфлікту в Європі вони були розгорнуті проти Крігсмаріне в Північному морі. Перші місяці бойових дій на морі британські військові моряки, як й їхні німецькі колеги застосовували однакову тактику дій, яка мало відрізнялась від війни на морі у Першу світову. Підводники діяли переважно проти капітальних бойових кораблів і вели морську розвідку. Так, 17 вересня 1939 року авіаносець «Корейджес» був атакований німецьким підводним човном U-29 і загинув у точці з координатами 50°10′ пн. ш. 14°45′ зх. д. / 50.167° пн. ш. 14.750° зх. д. А вночі 14 жовтня року німецький підводний човен U-47 під командуванням корветтен-капітана Г. Пріна прослизнув до головної військово-морської бази Королівського британського флоту в Скапа-Флоу на Оркнейських островах в Шотландії і торпедною атакою потопив лінкор «Роял Оак», що стояв на якірній стоянці.
Однак, для британського флоту перше бойове зіткнення підводного човна типу «Тритон» мало прикрі наслідки. Бойовий рахунок втратам відкрив інцидент, що став наслідком «дружнього вогню». 10 вересня 1939 року головний корабель цього типу «Тритон» одночасним залпом трьома торпедами знищив британський підводний човен «Окслі». Перебуваючи в дозорі (хоча і в стороні від призначеного району), «Тритон» виявив невідомий човен у надводному положенні і надіслав йому запит світловим кодом. Не отримавши правильної відповіді, командир дійшов висновку, що це ворожий корабель. Насправді «Окслі» тільки що вийшов з резерву, і підготовка особового складу до бойових дій була явно недостатня. Так, першою жертвою на морі серед кораблів підводного флоту союзників став британський підводний човен, що загинув у наслідок «дружнього вогню».
Іноді траплялись інциденти, коли у заборонених для бомбометання зонах вздовж маршрутів проходження підводних човнів під час їхнього переходу на супровід та повернення на бази їх атакували літаки Берегового командування. Переважно це траплялося через погану організацію взаємодії що з боку флоту, так і з боку Повітряних сил, а також через небажання підводників використовувати визначені сигнальні ракети для впізнання через побоювання привернути до себе авіацію противника.
26 грудня 1939 року «Тріумф» дивом уцілів після підриву на німецькій морській міні у Північному морі. Носова частина була відірвана повністю, але навдивовижу задні кришки торпедних апаратів витримали і торпеди не вибухнули від удару. Прикриваючись винищувачами Королівських ПС, підводний човен «дошкандибав» до Чатемської корабельні, де на тривалий строк встав на ремонт.
У січні 1940 року командування підводними човнами прийняв вже тоді легендарний віцеадмірал Макс Ґортон. Його прибуття збіглось з першими трьома втратами. Всі вони відбулися на мілководді в Гельголандській бухті, коли німецькі тральщики берегової охорони глибинними бомбами затопили субмарини противника. В результаті райони патрулювання британських човнів були відсунуті дальше від берегової лінії.
Першу ж перемогу в морському бою здобула субмарина «Труент», котра 23 березня 1940 року в протоці Скагеррак пошкодила та згодом затопила німецьке вантажне судно SS Edmund Hugo Stinnes IV. 8 квітня підводний човен «Трайдент» затопив німецький танкер Stedingen південніше Осло.

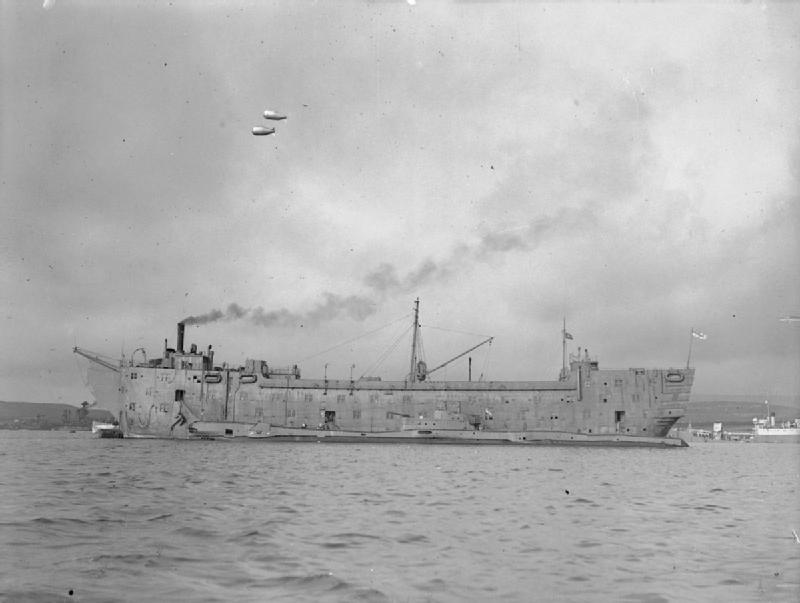
Підводний човен «Тюна» пришвартувався до плавбази «Ексмут» у Скапа-Флоу

### Норвезька кампанія
Того ж дня більша частина німецького флоту вторгнення пройшла Скагеррак непоміченою британськими човнами й була виявлена літаками Берегового командування, але на той час як Королівський флот був приведений у готовність до відбиття висадки ворожого десанту, німецькі війська вже висадилися. У цей час «Трітон» атакував групу кораблів на чолі з важким крейсером «Блюхер» з великої дистанції і промахнувся.
10 квітня «Тісл» був потоплений німецьким човном у районі Ставангера. Але в той же день «Труент» виявив у Крістіанстад легкий крейсер «Карлсруе». Завбачливо вистріливши все 10 торпед з середньої дистанції, «Труент» домігся двох влучень і потопив крейсер.
12 квітня, попри всі зусилля британців, «Шарнгорст», «Гнейзенау» і «Гіппер» невиявленими пройшли бар'єр з 17 човнів (усіх типів) і повернулися до Вільгельмсгафена.
Нарешті отримавши відомості про вторгнення, 14 квітня 1940 року Військовий Кабінет дозволив необмежену підводну війну в Скагеррак. Того ж дня «Тарпун» був потоплений після того, як спробував атакувати судно-пастку, замасковане під транспортне судно, яке знищило човен глибинними бомбами.
Загалом вчинений силам вторгненню опір коштував Британії п'яти човнів, у тому числі «Тісл» і «Тарпун» типу «Т». Застосування підводних човнів довело, що вони лишаються єдиним родом військово-морських сил, здатним діяти в умовах панування німецької авіації на театрі дій. У результаті бойових дій субмарин типу «Т» був потоплений великий корабель, також помірні успіхи мала війна проти транспортів. Але, в цілому, флот не зміг запобігти вторгненню Вермахту до скандинавських країн.

### Середземне море
До початку збройного конфлікту в Європі британський Середземноморський флот утримував в акваторії Середземного моря тільки 2 човни типу «O». У 1940 році, коли в стосунках з Італією виникла напруженість, туди були переведені ще 8 човнів (типу «O» і «Партіан»), плюс два підводних мінних загороджувачі. Також з Далекого Сходу була передислокована плавбаза «Медвей».
Попри те, що британський Королівський флот переважав італійський Королівський флот майже втричі, він був розосереджений по всьому світові. На Середземному морі англо-французькі сили мали перевагу в західній і східній частинах, а Італія — в центральному Середземномор'ї поблизу метрополії та Лівії (завдяки підтримці авіації). Однак італійці не поспішали використовувати ті переваги, які мали. Британці значно поступалися їм у двох найважливіших видах озброєння: вони мали значно менше підводних човнів і літаків. Італія ж мала більше 100 підводних човнів, що значно перевищувало можливості британського флоту. Британська 1-а флотилія підводних човнів мала всього 12 човнів, що базувалися у Валлетті (6 човнів, включаючи обидва загороджувачі) та Александрії. Протягом перших двох тижнів вони втратили 3 з них. Теоретично італійський підводний флот міг змінити весь хід війни, але він рідко демонстрував свої можливості. Його підводні човни діяли вкрай погано, і вже до кінця червня 1940 британці потопили десять з них.
Обопільною стратегією стало утримання регіональної переваги: італійці на могли виграти від наступальної стратегії, так як не могли поповнювати втрати, в той час як британці, хоча б теоретично, могли перекидати додаткові сили з інших театрів. Незабаром після оголошення війни Італією 10 червня 1940 року 45 з 46 французьких човнів у східному Середземномор'ї здалися. Велика Британія залишилась на Середземномор'ї протистояти ворогові практично одна.
18 липня 1940 року Адміралтейство оголосило зону необмеженої підводної війни шириною в 30 миль від італійського узбережжя. Це вже дозволяло атакувати конвої до Лівії.
Через свої великі розміри субмарини типу «Т» легше виявлялися літаками в прозорій воді, й виявились занадто уразливими в акваторії Середземного моря. Крім того, в 1940 вільне використання ними радіо у відносно тісному море полегшувало італійським кораблям пошук по пеленгах. З 1941 року основні втрати вже були від мін. Позначилась і відсутність дієвої бойової виучки у човнів, щойно перекинутих з Тихого та Індійського океанів. На інших театрах війни вони домоглися значно результативніших успіхів.
Загалом перший рік війни на Середземному морі — 1940 — по суті для британських підводних човнів став нерезультативним. Потопивши тільки 15 транспортів, вони втратили 9 човнів, половину власних підводних сил. Можливість атакувати великі італійські кораблі вони проґавили, а морські комунікації італійців до Греції та до Північної Африки залишились в основному недоторканими, не кажучи вже про їхнє порушення. Слід тільки відзначити, що інші роди сил не продемонстрували навіть таких результатів.
На початку 1941 року обстановка на морі трохи змінилася. На Мальту на посилення прибули 10 човнів типу «U», командування базою прийняв командер Дж. Сімпсон. Великі човни, що вціліли, перейшли до Александрії, і отримали в підкріплення ще 3 субмарини типу «Т» та один загороджувач типу «Грампус». Човни типу «U» стали патрулювати узбережжя Тунісу, типу «Т» Мессінську протоку й Іонічне море. Британський уряд розширив зону необмеженої підводної війни, щоб вона перекривала всі лівійські комунікації.
У перші шість місяців 1941 року британські човни всіх типів потопили транспорти загальним тоннажем понад 130 000 тон, плюс один італійський крейсер «Армандо Діаз» та підводний човен «П'єр Каппоні». Втрати склали 2 човни, обидві від підриву на мінах. Але втрати транспортів на лівійських комунікаціях були незначні — не більше двох на місяць. Саме в цей період був успішно перекинутий морем корпус «Африка» генерала Е. Роммеля.
З червня 1941 року з початком німецького вторгнення до Радянського Союзу обстановка в Середземному морі різко змінилась. Більша частина люфтваффе залишила Середземномор'я й передислокувалась на Східний фронт. Союзники скористались цією нагодою та змогли посилити оборону Мальти й почали базувати там надводні кораблі. Разом з цим, британцям вдалось зламати німецькі коди і тому пересування конвоїв країн Осі вже не проходило непоміченими. Тим часом, активні дії німців у Північній Африці продовжувались, Е.Роммель продовжував громити британські наземні війська, незабаром йому знадобилась нова лінія комунікацій — в Бенгазі. Відповідно були нарізані нові позиції підводним човнам. 1 вересня мальтійські човни були зведені в самостійне з'єднання: 10-у флотилію.
У другій половині 1941 року підводні човни змогли серйозно порушити шляхи постачання німців до Північної Африки. Для підтримки бойових дій Африканського корпусу потребувалось приблизно 50 000 т вантажів на місяць; близько 10 % цих вантажів не доходила. Німці почали реагувати на втрати наприкінці року. У вересні в Середземному морі з'явилися їхні човни, почалися бомбардування Мальти і мінні постановки навколо острова. Результат позначився негайно: 13 листопада 1941 був торпедований німецьким підводним човном U-81 «Арк Роял» — єдиний британський авіаносець на театрі, союзна авіація на Мальті була розгромлена, втрати підводних човнів зросли, крейсери і есмінці залишили острів. Але крім постійного шкоди транспортам, був пошкоджений новітній італійський лінкор «Вітторіо Венето».
Початок 1942 року було відзначено як успіхами, так і втратами. За два місяці були потоплені 12 транспортів, два підводні човни: італійський St. Bon і німецький U-374. У той же час «Тріумф» загинув на міні, два човни інших типів знищені надводними силами ворожого флоту. У березні «Торбей» проник у закриту гавань Корфу, протягом 20 годин (з одного підзарядкою) вистежував цілі, і врешті-решт потопив транспорт водотоннажністю 5 000 тонн. У квітні насиченість навколишніх вод мінними полями і поступовий спад активності союзної авіації змусили підводні човни піти з Мальти, причому дві загинули на мінах при відході. Чисельність боєготових човнів знизилася до 12, не дивлячись на підкріплення з Англії; човни старих серій вкрай вимагали ремонту і відновлювальних робіт. Великі човни, в тому числі типу «Т», використовувалися для доставки на острів критично необхідних предметів постачання. Човни всіх типів потопили 118 872 т транспортів і крейсер «Джованні делле Банде Нере», але перехоплювали не більше 6 % вантажів, призначених військам Роммеля.
Проводка конвоїв постачання на Мальту поступово перетворилась на бойову операцію, до якої почали активно залучати й підводні човни. Так, у серпні 1942 року для прикриття з півночі шляху проходження конвою «П'єдестал» залучались 9 човнів, включаючи один типу «Т».
У жовтні 1942 року через підготовку до висадки морського десанту у Північній Африці, більшість підводних човнів була відведена з позицій у західну частину Середземного моря. Проте, ті, що залишилися діяти, показали деякі успіхи: 12 потоплених транспортів і есмінець ціною двох втрачених човнів. У ході вторгнення човни використовувалися дуже інтенсивно: вони не тільки прикривали ділянки висадки (як в Середземному морі, так і з боку Атлантики), а й блокували бази італійського флоту, а також французький Тулон. У грудні ними було потоплено 16 транспортів, і ще кілька авіацією. За листопад-грудень було втрачено 4 британських човни всіх типів. Однак, італійці зуміли все ж доставити 60 690 тонн вантажів у Туніс.
Перша половина 1943 року знаменувала кінець успішного використання італійцями комунікацій у Середземномор'ї. Спільними діями всіх родів сил вони були остаточно перервані. Але основну роль в цьому зіграли човни інших типів, в основному «U» і «S»; на частку типу «Т» успіхів дісталося мало. В цей час було втрачено «Турбулент».
Загалом, у період з червня 1940 по 1943 роки Середземноморський театр війни поглинав більшу частину боєготових британських човнів. Загальні втрати становили 49 човнів, у тому числі 23 від дії надводних кораблів, 21 — від мін та 1 — від підводного човна. Від авіації ймовірно втрачена одна в море, і 3 знищені в районах базування (Мальта). Тактика застосування субмарин британцями помітно відрізнялася від тактики дії німецьких підводників в Атлантиці або американських на Тихому океані. Агресивні нічні атаки з надводного положення в умовах Середземномор'я були б самогубними. Англійці використовували тактику нападу на об'єкти шляхом прихованого наближення, тримаючись під водою не тільки на позиціях, але і на переході.

### Війна на Тихому океані
Незважаючи на загострення обстановки у східній Азії та в акваторії Тихого океану, а також вступом Японії у війну, з початку конфлікту та до кінця 1943 року присутність британських човнів була мінімальною: тільки «Труант», «Трасті» і «Трайдент» короткочасно з'являлись на театрі. У серпні Адміралтейство відправило на Далекий Схід 5 човнів типу «Т». Першим у вересні в Коломбо прибув HMS Templar, за ним послідували «Тактишен», «Таурус», «Теллі-Го» і «Треспассер». Повернувся і «Адаман»; головнокомандувач Східним флотом переніс штаб в Коломбо. Була сформована 4-та флотилія і визначено про постійну присутність британських човнів на театрі воєнних дій.
Основним районом дій 4-ї флотилії залишалась Малаккська протока. Головна увага приділялася розвідці, потім визначалось завдання щодо порушення постачання японських військ, що діяли в Бірмі. Патрулювати і Пенанг, тому що крім японських човнів там стали діяти і німецькі. Перший успіх випав в листопаді «Теллі-Го», який потопив малий танкер. Але більше відзначився «Таурус»: 13 листопада 1943 він потопив великий японський човен I-34, пізніше вступив в артилерійську дуель з кораблем-мисливцем, і перервав її тільки при появі авіації. Британські човни встановили постійне патрулювання берегів противника. Хоча і непримітне, воно приносило більше, ніж будь-які попередні дії.
До січня 1944 Східний флот був відновлений, його ядро склали три великих артилерійських кораблі і два авіаносці. Штаб передислокувався в Тринкомалі, слідом перейшла і флотилія підводних човнів. Незабаром на театр були перекинути плавбаза «Мейдстоун» і ще 6 човнів, включаючи «Трукулент» і «Тантіві».
11 січня 1944 року «Теллі-Го» патрулював у районі Пенанга, де виявив застарілий японський легкий крейсер «Кума» з есмінцем «Уранамі». Наблизившись до 1 900 ярдів лейтенант-командер Беннінгтон вистрілив сім торпед і домігся двох влучень, відправивши крейсер на дно. При глибині моря всього 15 фатом він зумів втекти, попри бомбардування глибинними і авіаційними бомбами.
У вересні 1944 року плавбаза «Медістоун» стала основною базою нової 8-ї флотилії (човни типу «S»), а 4-та з дев'ятьма човнами типу «Т» базувалася на «Адамант». У квітні 1945 вони продовжували топити противника, як торпедами, так і артилерійським вогнем. По завершенню воєнних дій в Європі почали прибувати підкріплення: човни типу «S» і «Т», а також старі субмарини «Клайд», «Северн» і «Попос».
Добрі результати привели до розширення зони дії човнів. З прибуттям третьої плавбази «Волф» була сформована 2-га флотилія. Загальна чисельність човнів, що діяли на Тихоокеанському театрі війни, досягла 27. 8-ма флотилія перебазувалася у Фрімантл, Західна Австралія, з підпорядкуванням американському 7-му флоту. До неї увійшли «Телемачус», «Танталус», «Тантіві», 6 човнів типу «S» і голландські O-19 і «Цваардвіш» (колишній «Талент»). До кінця жовтня 1944 британські човни потопили транспортів тоннажем понад 40 000 т, крейсер, три підводні човни, шість легких кораблів і понад 100 дрібних суден. Понад те, було висаджено 32 розвідувально-диверсійні групи, підірваний міст, обстріляні 6 берегових цілей і врятовані 2 збитих льотчики.
8-ма флотилія діяла в Яванскому море і прилеглих водах. Дві флотилії базувалися на Цейлон, перекривали Малаккську протоку і Пенанг. Однак, незабаром з'ясувалося, що дії американських підводників були настільки ефективні, що цілі у водах цього регіону будь-яких розмірів зустрічалися все рідше. Однак і британці встигли внести свій вклад.
19 січня 1945 року британські човни зазнали останню втрату: ветеран «Попос»; він виставляв міни у Малаккській протоці біля Пенанга в районі, який вже мінували японцями. Тоді вважалося, що його потопили протичовнові сили, але в післявоєнних архівах ніщо не підтверджує цю версію. Вважається, що корабель був затоплений глибинними бомбами протичовнового літака японських повітряних сил. До березня Малаккська протока був повністю закритий для судноплавства, навіть джонок. Японська армія в Бірмі залишилася без постачання.
У квітні, до початку фінального штурму Японії, підводні сили перебазувалися. 4-та флотилія перейшла під Фрімантл, а 8-ма в Субик-бей, Філіппіни. Цілей стало ще менше, основним методом стало знищення дрібних судів артилерією. Так було потоплено понад 150 маломірних цілей. 8 червня 1945 року «Треншант» виявив великий корабель: важкий крейсер «Асігару» й вирішив його атакувати. З дистанції 4 800 ярдів британська субмарина здійснила повний восьміторпедний залп, п'ять з яких влучили в ціль. З кораблем загинуло близько 800 осіб. Це був останній великий успіх човнів типу «Т».
Далекосхідна кампанія обмежилася для британців втратою трьох човнів (всіх типів).

### Післявоєнний час
Після завершення війни субмарини першої і другої серій, що вціліли, були відправлені на злам, човни третьої серії модернізувалися за проєктом «Супер-Т» з метою зменшення гучності й збільшення швидкості підводного ходу. Замість полювання за надводними кораблями новим призначенням човнів стали операції з перехоплення радянських субмарин, в разі їхнього розгортання з північних баз для атаки британських кораблів.
Чотири підводних човни були передані до ВМС Нідерландів:
- HNLMS «Тіджергаай» (колишній «Терн»);
- HNLMS «Цваардвіш» (колишній «Талент»);
- HNLMS «Зеєгунд» (колишній «Тапір»);
- HNLMS «Дольфін» (колишній «Таурус»).

Три човни увійшли до складу ВМС Ізраїлю:
- INS «Дакар» (колишній Тотем, увійшов до складу ВМС Ізраїлю в 1967 році, зниклий безвісти 25 січня 1969 році на переході морем східніше Криту, остов виявлений у 1999 році на глибині 3 000 метрів);
- INS «Дольфін» (колишній «Траншон»);
- INS «Левіафан» (колишній «Тарпін»).

29 серпня 1969 року з бойового складу британського флоту був виведений останній підводний човен типу «T» — «Тіптоу». А 2 січня 1974 року зі списків флоту був виключений «Табард», що перебував на консервації.

## Підводні човни типу «T»

### Підводні човни 1-ї серії
| Корабель   | Номер вимпелу | Виготовлювач                                        | Закладено         | Спущено           | У строю          | Статус |
| ---------- | ------------- | --------------------------------------------------- | ----------------- | ----------------- | ---------------- | --- |
| «Тритон»   | N15           | Vickers-Armstrongs, Барроу-ін-Фернесс               | 28 серпня 1936    | 5 жовтня 1937     | 9 листопада 1938 | 18 грудня 1940 року ймовірно затонув у наслідок підриву на міні в протоці Отранто |
| «Тетіс»    | N25           | Cammell Laird, Беркенгед                            | 21 грудня 1936    | 29 червня 1938    | 26 жовтня 1940   | 1 червня 1939 року затонув у ході ходових випробувань; піднятий та відновлений під новим ім'ям «Тандерболт». 14 березня 1943 потоплений глибинними бомбами з італійського корвету «Cicogna» поблизу Сицилії |
| «Тріб'юн»  | N76           | Scotts Shipbuilding and Engineering Company, Грінок | 3 березня 1937    | 8 грудня 1938     | 17 жовтня 1939   | у липні 1947 року проданий на брухт |
| «Трайдент» | N52           | Cammell Laird, Беркенгед                            | 12 січня 1937     | 7 грудня 1938     | 1 жовтня 1939    | 17 лютого 1946 року проданий на брухт |
| «Тріумф»   | N18           | Vickers-Armstrongs, Барроу-ін-Фернесс               | 19 березня 1937   | 16 лютого 1938    | 2 травня 1939    | 14 січня 1942 року підірвався на міні поблизу Греції |
| «Таку»     | N38           | Cammell Laird, Беркенгед                            | 18 листопада 1937 | 20 травня 1939    | 3 січня 1940     | у листопаді 1946 року проданий на металобрухт |
| «Тарпон»   | N17           | Scotts Shipbuilding and Engineering Company, Грінок | 5 жовтня 1937     | 17 жовтня 1939    | 8 березня 1940   | 14 квітня 1940 року ймовірно потоплений німецьким тральщиком M-6 поблизу данського Тюборна |
| «Тісл»     | N24           | Vickers-Armstrongs, Барроу-ін-Фернесс               | 7 грудня 1937     | 25 жовтня 1938    | 4 липня 1939     | 10 квітня 1940 року потоплений німецьким підводним човном U-4 неподалік від норвезького містечка Скуденес                                                                                                   |
| «Тайгріс»  | N63           | Chatham Dockyard, Чатем                             | 11 травня 1938    | 31 жовтня 1939    | 20 червня 1940   | 27 лютого 1943 року потоплений німецьким мисливцем за підводними човнами UJ 2210 неподалік від острову Капрі                                                                                                |
| «Трайад»   | N53           | Vickers-Armstrongs, Барроу-ін-Фернесс               | 24 березня 1938   | 5 травня 1939     | 16 вересня 1939  | 15 жовтня 1940 року потоплений італійським підводним човном «Енріко Тоті» у затоці Таранто |
| «Труент»   | N68           | Vickers-Armstrongs, Барроу-ін-Фернесс               | 24 березня 1938   | 5 травня 1939     | 31 жовтня 1939   | у грудні 1946 року проданий на брухт |
| «Тюна»     | N94           | Scotts Shipbuilding and Engineering Company, Грінок | 13 червня 1938    | 10 травня 1940    | 1 серпня 1940    | у червні 1946 року проданий на брухт |
| «Талісман» | N78           | Cammell Laird, Беркенгед                            | 27 вересня 1938   | 29 січня 1940     | 29 червня 1940   | 17 вересня 1942 року ймовірно підірвався на італійських мінах поблизу Сицилії та затонув |
| «Тетрарх»  | N77           | Vickers-Armstrongs, Барроу-ін-Фернесс               | 24 серпня 1938    | 14 листопада 1939 | 15 лютого 1940   | 2 листопада 1941 року імовірно підірвався на італійських мінах неподалік від Сицилії |
| «Торбей»   | N79           | Chatham Dockyard, Чатем                             | 21 листопада 1938 | 9 квітня 1940     | 14 січня 1941    | 19 листопада 1945 року проданий на брухт; у березні 1947 — розібраний |

### Підводні човни 2-ї серії
| Корабель    | Номер вимпелу | Виготовлювач                                        | Закладено         | Спущено           | У строю        | Статус |
| ----------- | ------------- | --------------------------------------------------- | ----------------- | ----------------- | -------------- | --- |
| «Темпест»   | N86           | Cammell Laird, Беркенгед                            | 6 червня 1940     | 10 червня 1941    | 6 грудня 1941  | 13 лютого 1942 року потоплений італійським міноносцем «Цірце» в бухті Таранто                                                        |
| «Торн»      | N11           | Cammell Laird, Беркенгед                            | 20 січня 1940     | 18 березня 1941   | 26 серпня 1941 | 6 серпня 1942 року потоплений італійським міноносцем Pegaso південно-західніше острову Крит                                          |
| «Трешер»    | N37           | Cammell Laird, Беркенгед                            | 14 листопада 1939 | 28 листопада 1940 | 14 травня 1941 | 9 березня 1947 року розібраний на брухт                                                                                              |
| «Тревеллер» | N48           | Scotts Shipbuilding and Engineering Company, Грінок | 17 січня 1940     | 27 серпня 1941    | 10 квітня 1942 | 4 грудня 1942 року ймовірно підірвався на італійських мінах у затоці Таранто                                                         |
| «Трупер»    | N91           | Scotts Shipbuilding and Engineering Company, Грінок | 7 травня 1940     | 5 березня 1942    | 29 серпня 1942 | 17 жовтня 1943 року ймовірно підірвався на німецьких мінах неподалік від острову Лерос або знищений німецьким кораблем-мисливцем     |
| «Трасті»    | N45           | Vickers-Armstrongs, Барроу-ін-Фернесс               | 15 березня 1940   | 14 березня 1941   | 30 липня 1941  | у січні 1947 року проданий на брухт                                                                                                  |
| «Турбулент» | N98           | Vickers-Armstrongs, Барроу-ін-Фернесс               | 15 березня 1940   | 12 травня 1941    | 2 грудня 1941  | 12 березня 1943 року ймовірно знищений італійським тральщиком Teti II або підірвався на італійських мінах неподалік від Ла-Маддалени |

### Підводні човни 3-ї серії
| Корабель     | Номер вимпелу | Виготовлювач                                                          | Закладено         | Спущено           | У строю           | Статус |
| ------------ | ------------- | --------------------------------------------------------------------- | ----------------- | ----------------- | ----------------- | --- |
| P311         | P311          | Vickers-Armstrongs, Барроу-ін-Фернесс                                 | 25 квітня 1941    | 5 березня 1942    | 7 серпня 1942     | 8 січня 1943 року ймовірно підірвався на італійських мінах неподалік від острову Таволара |
| «Треспассер» | P312          | Vickers-Armstrongs, Барроу-ін-Фернесс                                 | 8 вересня 1941    | 29 травня 1942    | 25 вересня 1942   | у вересні 1961 року списаний на брухт |
| «Таурус»     | P399          | Vickers-Armstrongs, Барроу-ін-Фернесс                                 | 30 вересня 1941   | 27 червня 1942    | 3 листопада 1942  | 4 червня 1948 року переданий до складу голландських ВМС, перейменований на «Дольфін» |
| «Тактішн»    | P314          | Vickers-Armstrongs, Барроу-ін-Фернесс                                 | 13 листопада 1941 | 29 липня 1942     | 29 листопада 1942 | у грудні 1963 року списаний на брухт |
| «Трукулент»  | P315          | Vickers-Armstrongs, Барроу-ін-Фернесс                                 | 4 грудня 1941     | 12 вересня 1942   | 31 грудня 1942    | 12 січня 1950 року затонув у наслідок зіткнення зі шведським нафтовим танкером «Дівіна» в естуарії Темзи                                                                                         |
| «Темплар»    | P316          | Vickers-Armstrongs, Барроу-ін-Фернесс                                 | 28 грудня 1941    | 26 жовтня 1942    | 15 лютого 1943    | у 1954 році використовувався як корабель-ціль, затонув у Лох-Стрівен. У липні 1959 року розібраний на метал                                                                                      |
| «Теллі-Го»   | P317          | Vickers-Armstrongs, Барроу-ін-Фернесс/John Brown & Company, Клайдбанк | 25 березня 1941   | 23 грудня 1942    | 12 квітня 1943    | у лютому 1967 року списаний на брухт |
| «Танталус»   | P318          | Vickers-Armstrongs, Барроу-ін-Фернесс                                 | 6 червня 1942     | 24 лютого 1943    | 2 червня 1943     | у листопаді 1950 року списаний на брухт |
| «Тентіві»    | P319          | Vickers-Armstrongs, Барроу-ін-Фернесс/John Brown & Company, Клайдбанк | 4 липня 1942      | 6 квітня 1943     | 25 липня 1943     | у 1951 році використаний як корабель-ціль, затоплений у Кромарті-Ферт |
| «Телемахус»  | P321          | Vickers-Armstrongs, Барроу-ін-Фернесс                                 | 25 серпня 1942    | 19 червня 1943    | 25 жовтня 1943    | 1 серпня 1961 року розібраний на металобрухт |
| «Талент»     | P322          | Vickers-Armstrongs, Барроу-ін-Фернесс/John Brown & Company, Клайдбанк | 13 жовтня 1942    | 17 липня 1943     | 23 листопада 1943 | 23 березня 1943 року переданий до складу Королівських ВМС Нідерландів, де перейменований на «Цваардвіш»; 12 липня 1963 року списаний на брухт                                                    |
| «Терапін»    | P323          | Vickers-Armstrongs, Барроу-ін-Фернесс/Belliss and Morcom, Реддітч     | 19 жовтня 1942    | 31 серпня 1943    | 22 січня 1944     | 19 травня 1945 року пошкоджений глибинними бомбами японських кораблів; у червні 1946 року розібраний на металобрухт                                                                              |
| «Таро»       | P324          | Vickers-Armstrongs, Барроу-ін-Фернесс                                 | 20 жовтня 1942    | 30 жовтня 1943    | 1 березня 1944    | у червні 1962 року розібраний на металобрухт |
| «Туле»       | P325          | HMNB Devonport, Девонпорт                                             | 20 вересня 1941   | 22 жовтня 1942    | 13 травня 1944    | у вересні 1962 року розібраний на брухт |
| «Тюдор»      | P326          | HMNB Devonport, Девонпорт                                             | 20 вересня 1941   | 23 вересня 1942   | 16 січня 1944     | у вересні 1962 року розібраний на брухт |
| «Тайрлес»    | P327          | Portsmouth Dockyard, Портсмут                                         | 30 жовтня 1941    | 19 березня 1943   | 18 квітня 1945    | у серпні 1963 року списаний та у 1968 році розібраний на брухт |
| «Токен»      | P328          | Portsmouth Dockyard, Портсмут                                         | 6 листопада 1941  | 19 березня 1943   | 15 грудня 1945    | у 1970 році розібраний на брухт |
| «Трейдвінд»  | P329          | Chatham Dockyard, Чатем                                               | 11 лютого 1942    | 11 грудня 1942    | 18 жовтня 1943    | 14 грудня 1955 року розібраний на брухт |
| «Треншант»   | P331          | Chatham Dockyard, Чатем                                               | 9 травня 1942     | 24 березня 1943   | 26 лютого 1944    | 1 липня 1963 року проданий на брухт |
| «Тіптой»     | P332          | Vickers-Armstrongs, Барроу-ін-Фернесс                                 | 10 листопада 1942 | 25 лютого 1944    | 12 червня 1944    | у 1971 році проданий на брухт, розібраний у 1975 |
| «Трамп»      | P333          | Vickers-Armstrongs, Барроу-ін-Фернесс                                 | 31 грудня 1942    | 25 березня 1944   | 8 липня 1944      | у серпні 1971 року розібраний на брухт |
| «Тасітерн»   | P314          | Vickers-Armstrongs, Барроу-ін-Фернесс/Belliss and Morcom, Реддітч     | 9 березня 1943    | 7 червня 1944     | 8 жовтня 1944     | у серпні 1971 року розібраний на брухт |
| «Тапір»      | P335          | Vickers-Armstrongs, Барроу-ін-Фернесс                                 | 29 березня 1943   | 21 серпня 1944    | 30 грудня 1944    | 18 червня 1948 року переданий до складу Королівських ВМС Нідерландів, де перейменований на «Зеєгунд»; 15 грудня 1953 року повернутий до флоту Великої Британії, де у 1966 році списаний на брухт |
| «Терн»       | P336          | Vickers-Armstrongs, Барроу-ін-Фернесс                                 | 12 червня 1943    | 29 листопада 1944 | 28 березня 1945   | 28 березня 1945 року переданий до складу Королівських ВМС Нідерландів, де перейменований на «Тіджергаай»; 11 листопада 1964 року списаний та 5 листопада 1965 року зданий на брухт               |
| «Талент»     | P337          | Vickers-Armstrongs, Барроу-ін-Фернесс                                 | 21 березня 1944   | 13 лютого 1944    | 27 липня 1945     | у лютому 1970 року розібраний на брухт |
| «Тередо»     | P338          | Vickers-Armstrongs, Барроу-ін-Фернесс/John Brown & Company, Клайдбанк | 17 квітня 1944    | 27 квітня 1945    | 13 квітня 1946    | у червні 1965 року розібраний на брухт |
| «Табард»     | P342          | Scotts Shipbuilding and Engineering Company, Грінок                   | 6 вересня 1944    | 21 листопада 1945 | 26 червня 1946    | у березні 1974 року розібраний на брухт |
| «Тотем»      | P352          | HMNB Devonport, Девонпорт                                             | 22 жовтня 1942    | 28 вересня 1943   | 9 січня 1945      | у 1965 році проданий Ізраїлю та у 1967 році увійшов до складу ВМС Ізраїлю, як INS «Дакар»; зниклий безвісти 25 січня 1969 році на переході морем східніше Криту                                  |
| «Траншон»    | P353          | HMNB Devonport, Девонпорт                                             | 5 листопада 1942  | 22 лютого 1944    | 25 травня 1945    | у 1965 році проданий Ізраїлю та у 1967 році увійшов до складу ВМС Ізраїлю, як INS «Дольфін»; у 1977 році списаний на брухт                                                                       |
| «Тарпін»     | P354          | Chatham Dockyard, Чатем                                               | 24 травня 1943    | 5 серпня 1943     | 18 грудня 1944    | у 1965 році проданий Ізраїлю та у 1967 році увійшов до складу ВМС Ізраїлю, як INS «Левіафан»; у 1978 році списаний                                                                               |
| «Термапілі»  | P355          | Chatham Dockyard, Чатем                                               | 26 жовтня 1943    | 27 червня 1945    | 5 грудня 1945     | у серпні 1970 року розібраний на брухт |